# Zlatý kruh Ruska

Centrální federální okruh

Zlatý kruh Ruska (rusky Золотое кольцо России) je označení pro skupinu možných turistických výletů po historických ruských městech, nacházejících se severovýchodně od Moskvy, v regionu v minulosti zvaném Zálesí, považovaném za kolébku ruské státnosti. V těchto městech, centrech národních řemesel, jsou zachovány unikátní památníky historie a kultury Ruska. Skladba turistických cest po jednotlivých městech v jednotlivých výletech je individuální.
Města Zlatého kruhu Ruska se v rámci administrativního členění Ruska nacházejí v pěti oblastech: Moskevské, Vladimirské, Ivanovské, Kostromské a Jaroslavské. Po Zlatém kruhu Ruska je možné cestovat prakticky celoročně a bez větších problémů, neboť se jedná o centrální a relativně hustě obydlené oblasti Ruské federace.

## Zlatý kruh

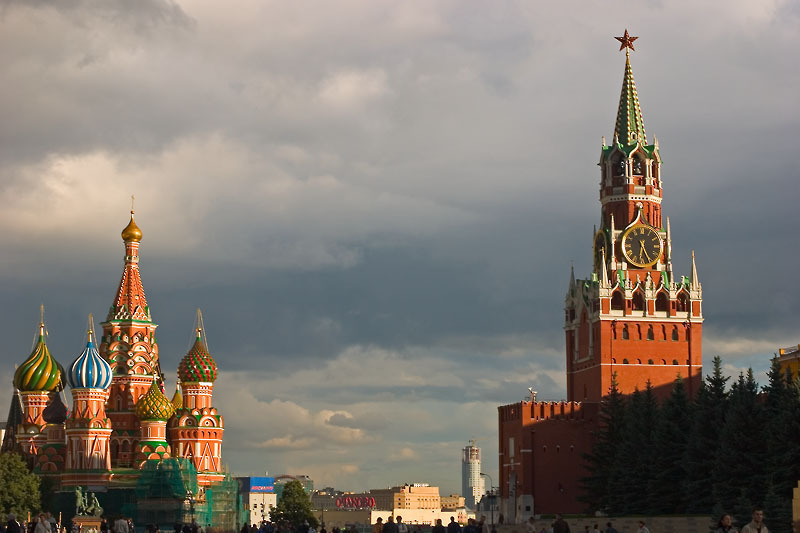
Spasská věž a Rudé náměstí v Moskvě

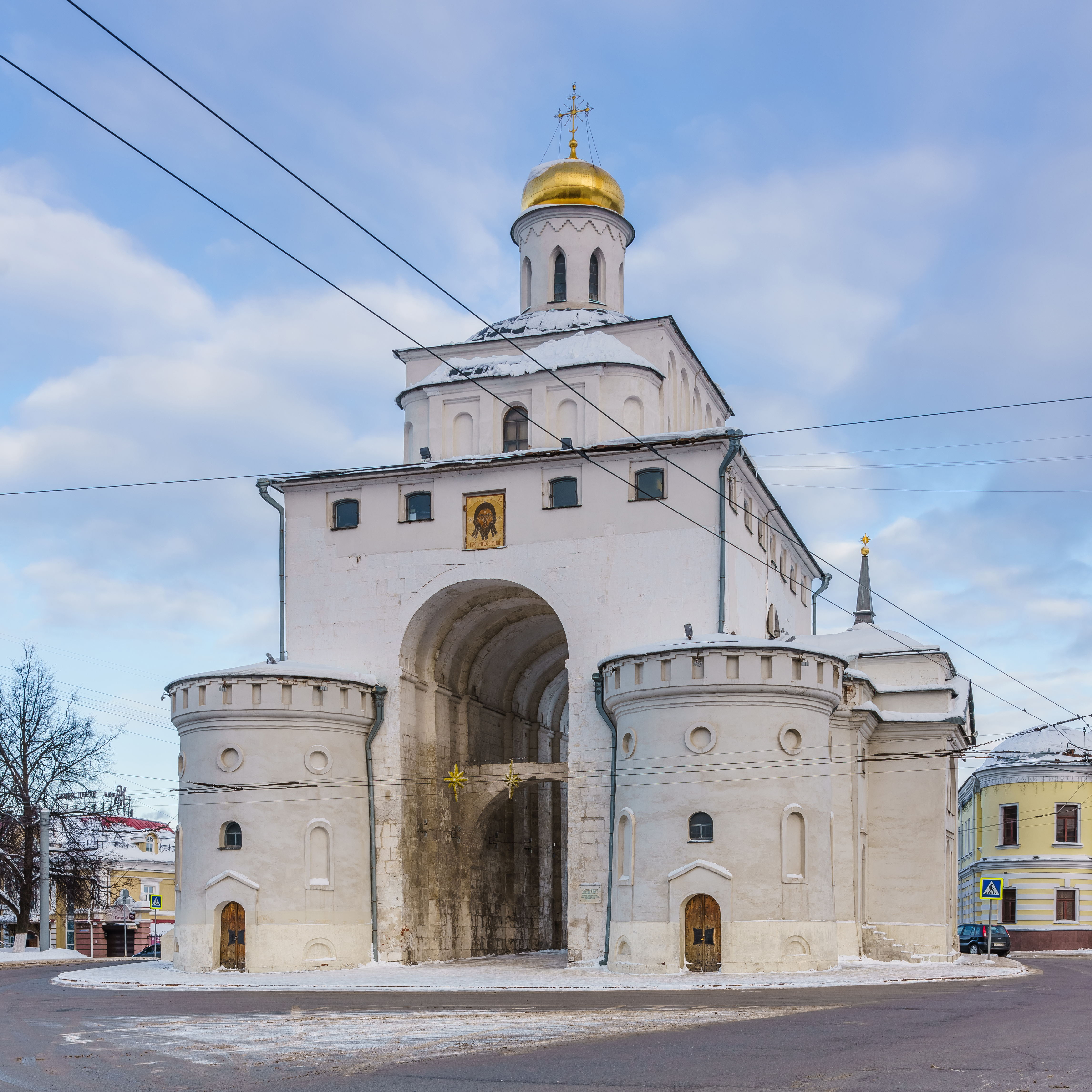
Zlatá brána ve Vladimiru

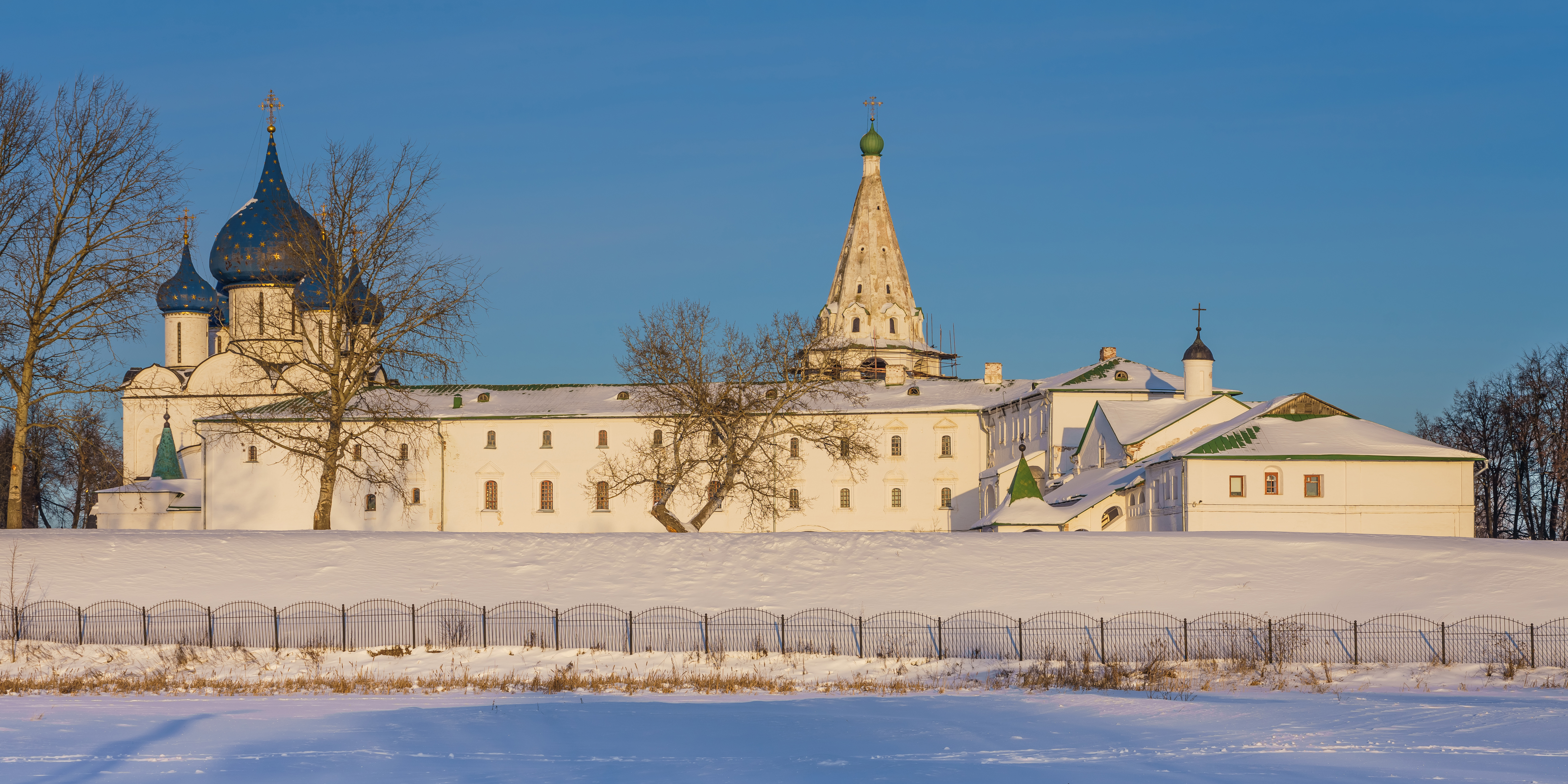
Pohled na Suzdalský kreml

Do seznamu měst Zlatého kruhu patří celkem 8 měst (v seznamu vyznačena tučně). Ostatní uváděná města jsou diskutabilní.
- Alexandrov (rusky: Александров)
- Bogoljubovo (Боголюбово)
- Gorochovec (Гороховец)
- Gus-Chrustalnyj (Гусь-Хрустальный)
- Ivanovo (Иваново)
- Jaroslavl (Ярославль)
- Jurjev-Polskij (Юрьев-Польский)
- Kaljazin (Калязин)
- Kidekša (Кидекша)
- Kostroma (Кострома)
- Moskva (Москва)
- Murom (Муром)
- Palech (Палех)
- Pereslavl-Zalesskij (Переславль-Залесский)
- Pljos (Плёс)
- Rostov Velikij (Ростов Великий)
- Sergijev Posad (Сергиев Посад)
- Suzdal (Суздаль)
- Tutajev (Тутаев)
- Uglič (Углич)
- Vladimir (Владимир)